# Allineuc
Allineuc település Franciaországban, Côtes-d’Armor megyében. Lakosainak száma 592 fő (2022. január 1.). Allineuc Le Bodéo, Merléac, Uzel és Plœuc-L'Hermitage községekkel határos.

## Népesség
A település népességének változása:
| Lakosok száma | 744  | 608  | 545  | 511  | 590  | 586  | 604  | 599  | 596  | 592  |
|               | 1968 | 1982 | 1990 | 2006 | 2013 | 2015 | 2017 | 2019 | 2020 | 2022 |